# Alison Knowles

Alison Knowles in ihrem Atelier, Spring Street, New York (2016)

Alison Knowles (* 29. April 1933 in New York) ist eine US-amerikanische Künstlerin der Fluxus-Bewegung.

## Leben und Werk

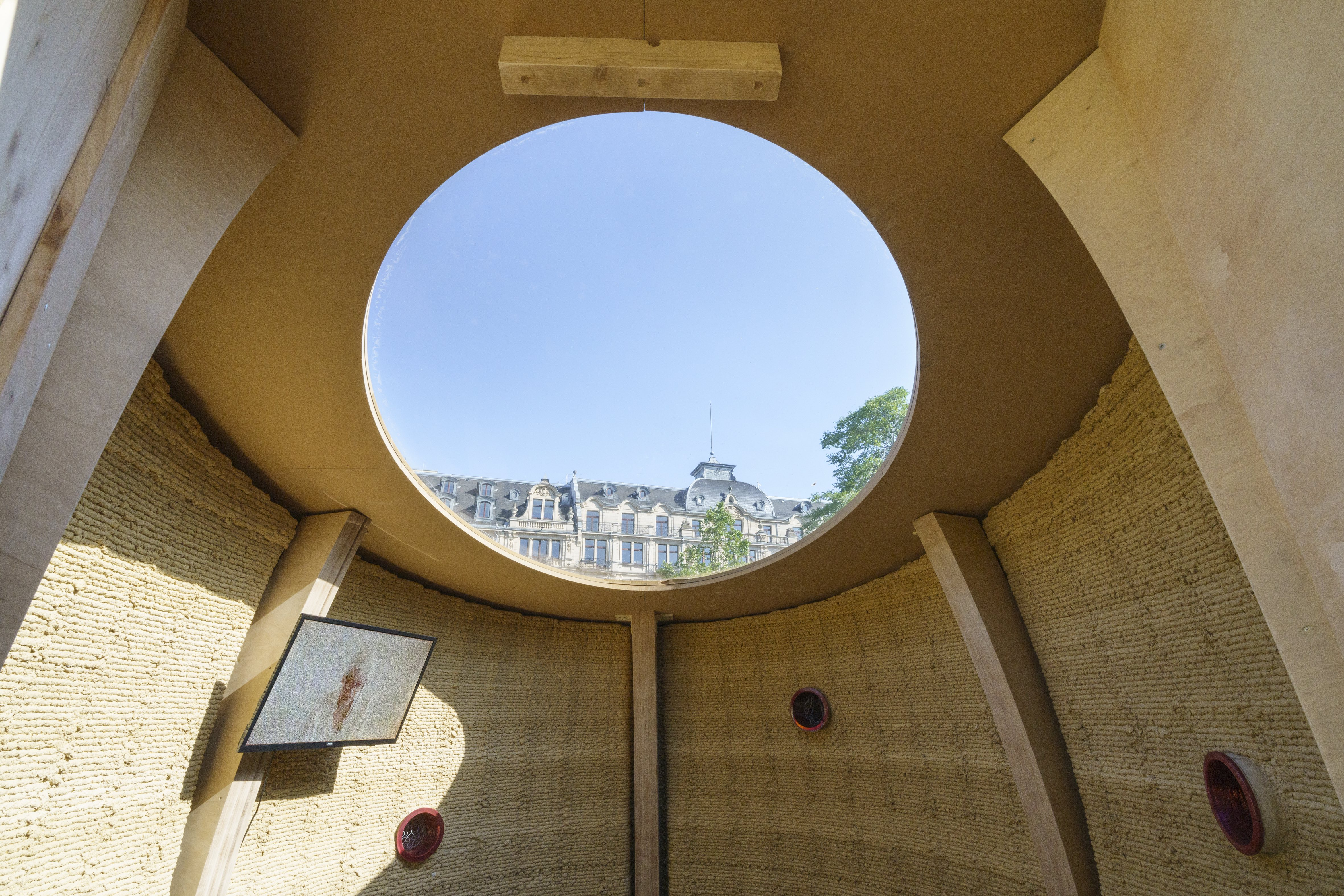
Alison Knowles: The House of Dust (2021)

Alison Knowles studierte am Pratt Institute Malerei bei Josef Albers, Adolph Gottlieb und Richard Lindner und schloss 1954 dort ihr Studium ab. 1962 reiste sie mit Dick Higgins, den sie 1960 geheiratet hatte, nach Europa, um an den ersten, von George Maciunas organisierten Fluxus-Veranstaltungen teilzunehmen.
Zu ihren Arbeiten gehören Buchobjekte wie das Big Book (1967) – ein „begehbares“ Buch, das Knowles’ eigenes Lebensumfeld in New York abbildete –, das Book of Bean (1983) für die Biennale Venedig und auch das frühe Multiple Bean Rolls (1963), in dem Texte über Bohnen als ein „canned book“ in eine Konservendose gepackt wurden.
Mit ihrem Ehemann Dick Higgins zählt sie zu den Gründungsmitgliedern der Fluxus-Bewegung und erarbeitete zahlreiche Fluxus-Performances wie The Identical Lunch (1969) oder Make a Salad (1962). Andere Arbeiten gehören zur Klangkunst oder wurden als Hörspiele konzipiert, wie das vom WDR produzierte Bohnen Sequenzen (1982), für das sie den Karl-Sczuka-Preis erhielt. 
Einige ihrer Werke sind im museum FLUXUS+ in Potsdam ausgestellt. 
Alison Knowles lebt in New York.